# Regina Orioli
Pour les articles homonymes, voir Orioli.
Regina Orioli, née le 15 mai 1977 à Rome dans la région du Latium, est une actrice, scénariste et réalisatrice italienne.

## Biographie
Regina Orioli débute au cinéma en 1997 dans la comédie dramatique Ovosodo de Paolo Virzì puis donne la réplique à Carlo Verdone dans le film Gallo Cedrone l'année suivante.
Avec l'actrice Maya Sansa, elle remporte le prix d'interprétation féminine lors du festival du film italien d'Annecy en 2002 pour son rôle dans le film Benzina de Monica Stambrini.
En 2005, elle participe à l'écriture à plusieurs mains du scénario du film Sangue: La morte non esiste de Libero De Rienzo puis à celui de la comédie Una notte blu cobalto de Daniele Gangemi dans lequel elle joue également l'un des premiers rôles.
En 2014, elle s'essaie à la réalisation avec le court-métrage Ciao, Baby.

## Filmographie

### Comme actrice

#### Au cinéma
- 1997 : Ovosodo de Paolo Virzì
- 1998 : Gallo Cedrone de Carlo Verdone
- 1999 : La guerra degli Antò de Riccardo Milani
- 1999 : Pillole, Capsule e Supposte de Carlo Verdone
- 2000 : Almost Blue d’Alex Infascelli
- 2001 : Juste un baiser (L'Ultimo bacio) de Gabriele Muccino
- 2001 : Benzina de Monica Stambrini
- 2006 : Padiglione 22 de Livio Bordone
- 2006 : L'estate del mio primo bacio de Carlo Virzì
- 2007 : Lezioni di cioccolato de Claudio Cupellini
- 2008 : Chi nasce tondo... d'Alessandro Valori
- 2008 : Una notte blu cobalto de Daniele Gangemi
- 2011 : Interno giorno de Tommaso Rossellini
- 2012 : Chaque jour que Dieu fait (Tutti i santi giorni) de Paolo Virzì

#### À la télévision

##### Téléfilm
- 2006 : Mafalda di Savoia de Maurizio Zaccaro

##### Série télévisée
- 2009 : Tutti pazzi per amore

### Comme scénariste
- 2005 : Sangue: La morte non esiste de Libero De Rienzo
- 2008 : Una notte blu cobalto de Daniele Gangemi

### Comme réalisatrice
- 2014 : Ciao, Baby (court-métrage)